# Hermandad de San Antonio de Padua (Robledo de Chavela)
La Hermandad de San Antonio de Padua de Robledo de Chavela es una hermandad de cofrades de esta localidad de la Comunidad de Madrid, España.

## Historia
Los estatutos de la misma se constituyeron el 14 de junio de 1950.

## Sede
La Hermandad tiene su sede en la ermita de San Antonio de Padua, quince años después desde la construcción de la ermita, acordó la reconstrucción de la misma, debido a la baja calidad de los materiales que se emplearon en su edificación. Actualmente, una ermita nueva contiene en su interior la ermita original.

## Salidas procesionales
En junio, la Hermandad de San Antonio de Padua se encarga todos los años de organizar una tradicional romería y una serie de procesiones:
- El 12 de junio (Día de Vísperas), los miembros de la Hermandad bajan la imagen de San Antonio de Padua de su ermita, situada en el pinar de Cerro Robledillo, hasta la iglesia parroquial de la Asunción de Nuestra Señora.
- El 13 de junio (Día de la Fiesta del Santo), a las doce de la mañana, se celebra misa seguida de una procesión y de una invitación a cargo de los mayordomos de la Hermandad.
- El 14 de junio se celebra una misa en honor de todos los hermanos cofrades difuntos.
- En el siguiente domingo, siete días después, se celebra la romería de San Antonio.

La hermandad que organiza las procesiones la forman 500 hermanos.
El programa que la Hermandad de San Antonio organiza está amenizado con comidas fraternas entre los cofrades, bailes, procesiones y misas en memoria de los hermanos ya fallecidos.
Su más típico acto benéfico es la tradicional rifa de la cordera, animal que es regalado por una cofrade, para que se rife entre los presentes en la romería. Los beneficios serán para la fiesta del santo.
La romería que organizan es una de las dos celebradas en Robledo de Chavela, junto con la romería de la Virgen de Navahonda.